# Монкале
Монкале (фр. Moncale, корс. U Mucale) — коммуна во Франции, находится в регионе Корсика. Департамент коммуны — Верхняя Корсика. Входит в состав кантона Кальви. Округ коммуны — Кальви.
Код INSEE коммуны — 2B165.

## Население
Население коммуны на 2008 год составляло 243 человека.
| 1962 | 1968 | 1975 | 1982 | 1990 | 1999 | 2008 |
| ---- | ---- | ---- | ---- | ---- | ---- | ---- |
| 72   | 131  | 162  | 176  | 170  | 201  | 243  |

## Экономика
В 2007 году среди 132 человек в трудоспособном возрасте (15—64 лет) 80 были экономически активными, 52 — неактивными (показатель активности — 60,6 %, в 1999 году было 50,9 %). Из 80 активных работали 68 человек (47 мужчин и 21 женщина), безработных было 12 (4 мужчины и 8 женщин). Среди 52 неактивных 9 человек были учениками или студентами, 16 — пенсионерами, 27 были неактивными по другим причинам.

## Фотогалерея

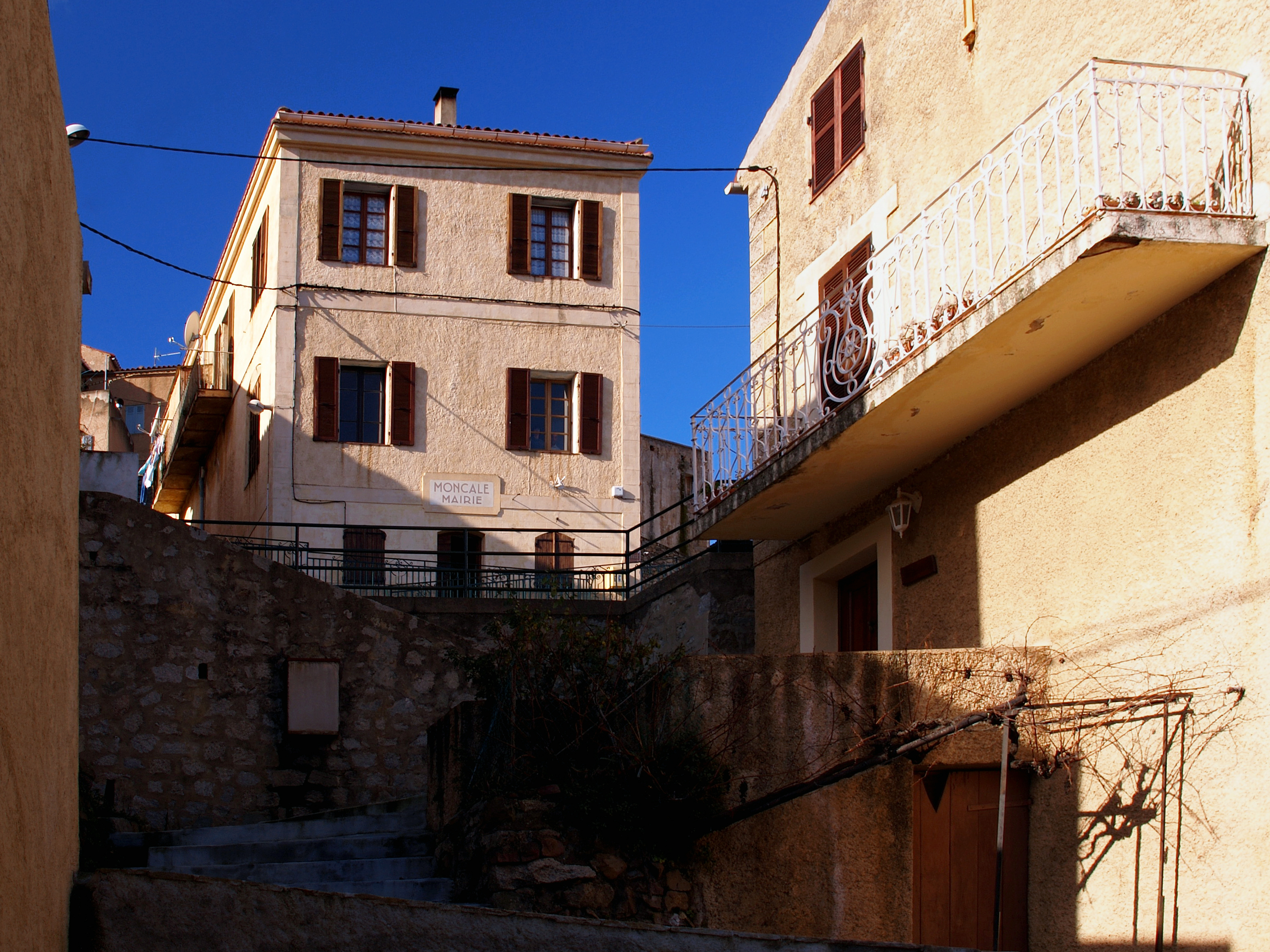
Мэрия
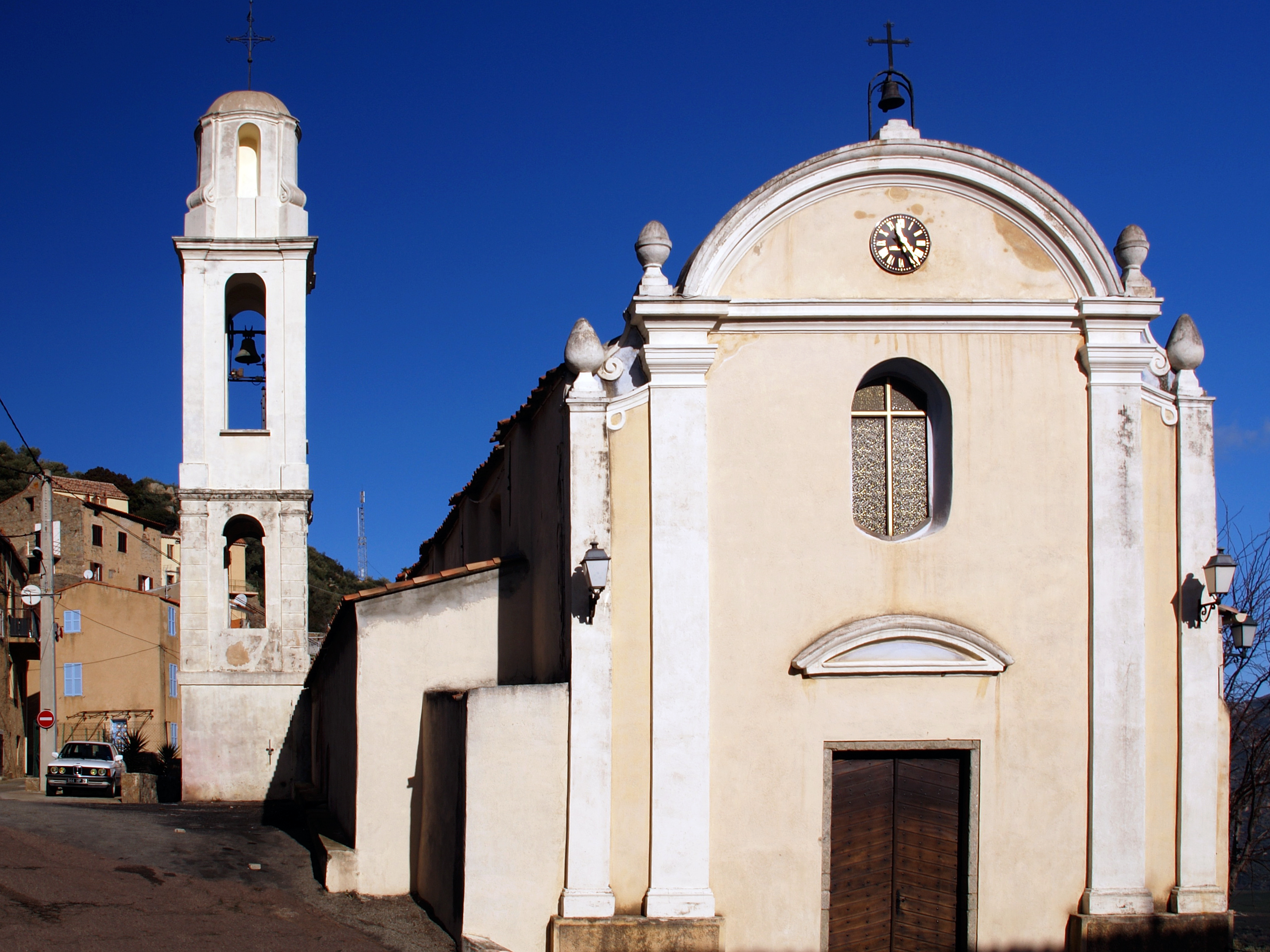
Церковь Saint-Roch
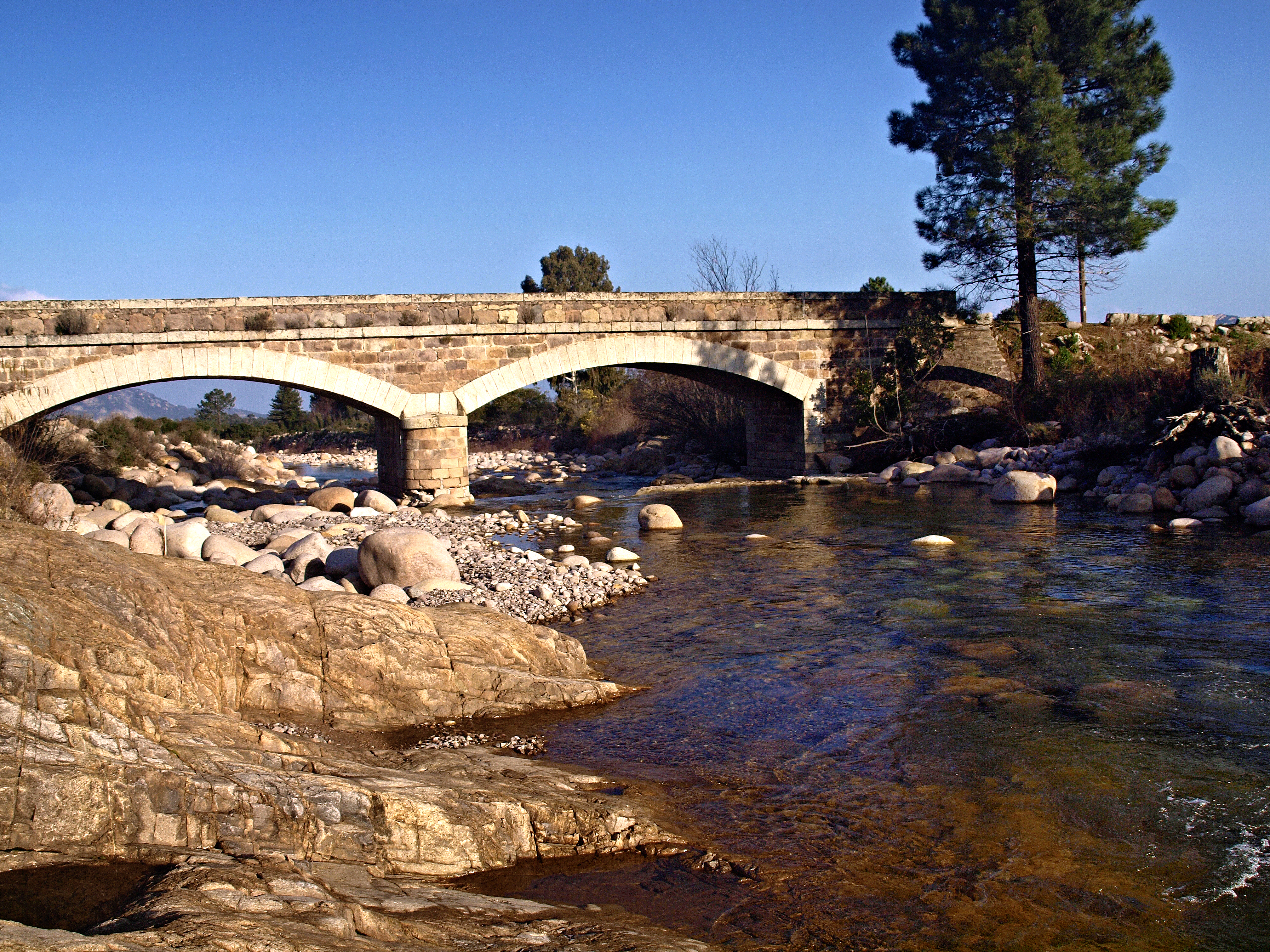
Мост Figarella